# LG Q52
 LG Q52는 LG전자가 2020년 10월에 출시한 안드로이드 스마트폰이다.